# 윤기원 (축구 선수)
윤기원(尹基源, 1987년 5월 20일 ~ 2011년 5월 6일)은 대한민국의 전 축구 선수이다.

## 클럽 경력
연초중학교, 거제고등학교, 아주대학교를 졸업하고 2010년 신인 드래프트에서 인천 유나이티드에 지목되어 입단하였다.
입단 후 1년 가까이 2군에서 뛰었고, 2010년 11월 7일, K리그 2010 제주 유나이티드와의 시즌 마지막 경기에서 리그 데뷔전을 치렀다. 이 경기가 끝난 후 허정무 감독은 기자회견에서 윤기원의 발견은 큰 소득이며 앞으로 기대해볼 만한 선수라며 칭찬을 아끼지 않았다.
2011 시즌에 앞서 그는 인천 유나이티드의 1번 등번호를 받았다. 이후 2011 시즌 상주 상무 피닉스와의 개막전에 선발 출전하였다. 이 경기를 포함해 그는 정규 리그 5경기와 K리그 컵에 2경기 출장하는 등 점점 출전 횟수를 늘리고 있었다.

## 사망
2011년 5월 6일, 경부고속도로 하행선 만남의 광장 휴게소 주차장의 자가용 안에서 숨진 채 발견되었다. 이때 그는 겨우 25세였다. 차 안에는 번개탄과 100만원 상당의 현금봉투가 있었다.
얼마 후 현금 100만원은 안종복 전 인천 유나이티드 사장의 퇴임 이벤트를 위해 구단 동료들과 모은 돈인 것으로 밝혀졌다.
경찰에서는 부검 결과 자살로 결론을 지었으나 유족들은 확실한 수사가 이루어지지 않았다며 반발하였고 이와 관련한 의혹이 SBS의 궁금한 이야기 Y를 통해 방송되기도 하였다.
2012년 5월 6일 독일 분데스리가에서 뛰고 있는 구자철이 시즌 5호골을 기록함과 동시에 골세레머니로 "고인의 명복을 빕니다"라는 어구를 보이면서 윤기원의 1주기를 추모했다.

## 기록

### 클럽
2012년 1월 1일 기준
| 클럽     | 클럽            | 클럽     | 리그 | 리그 | 컵            | 컵            | 리그컵 | 리그컵 | 대륙   | 대륙   | 총계 | 총계 |
| 시즌     | 클럽            | 리그     | 출장 | 득점 | 출장          | 득점          | 출장   | 득점   | 출장   | 득점   | 출장 | 득점 |
| 대한민국 | 대한민국        | 대한민국 | 리그 | 리그 | 대한민국 FA컵 | 대한민국 FA컵 | 리그컵 | 리그컵 | 아시아 | 아시아 | 합계 | 합계 |
| -------- | --------------- | -------- | ---- | ---- | ------------- | ------------- | ------ | ------ | ------ | ------ | ---- | ---- |
| 2010     | 인천 유나이티드 | K리그    | 1    | 0    | 0             | 0             | 0      | 0      | -      | -      | 1    | 0    |
| 2011     | 인천 유나이티드 | K리그    | 5    | 0    | 0             | 0             | 2      | 0      | -      | -      | 7    | 0    |
| 합계     | 대한민국        | 대한민국 | 6    | 0    | 0             | 0             | 2      | 0      | -      | -      | 8    | 0    |
| 총 계    | 총 계           | 총 계    | 6    | 0    | 0             | 0             | 2      | 0      | -      | -      | 8    | 0    |